# 河北町路線バス

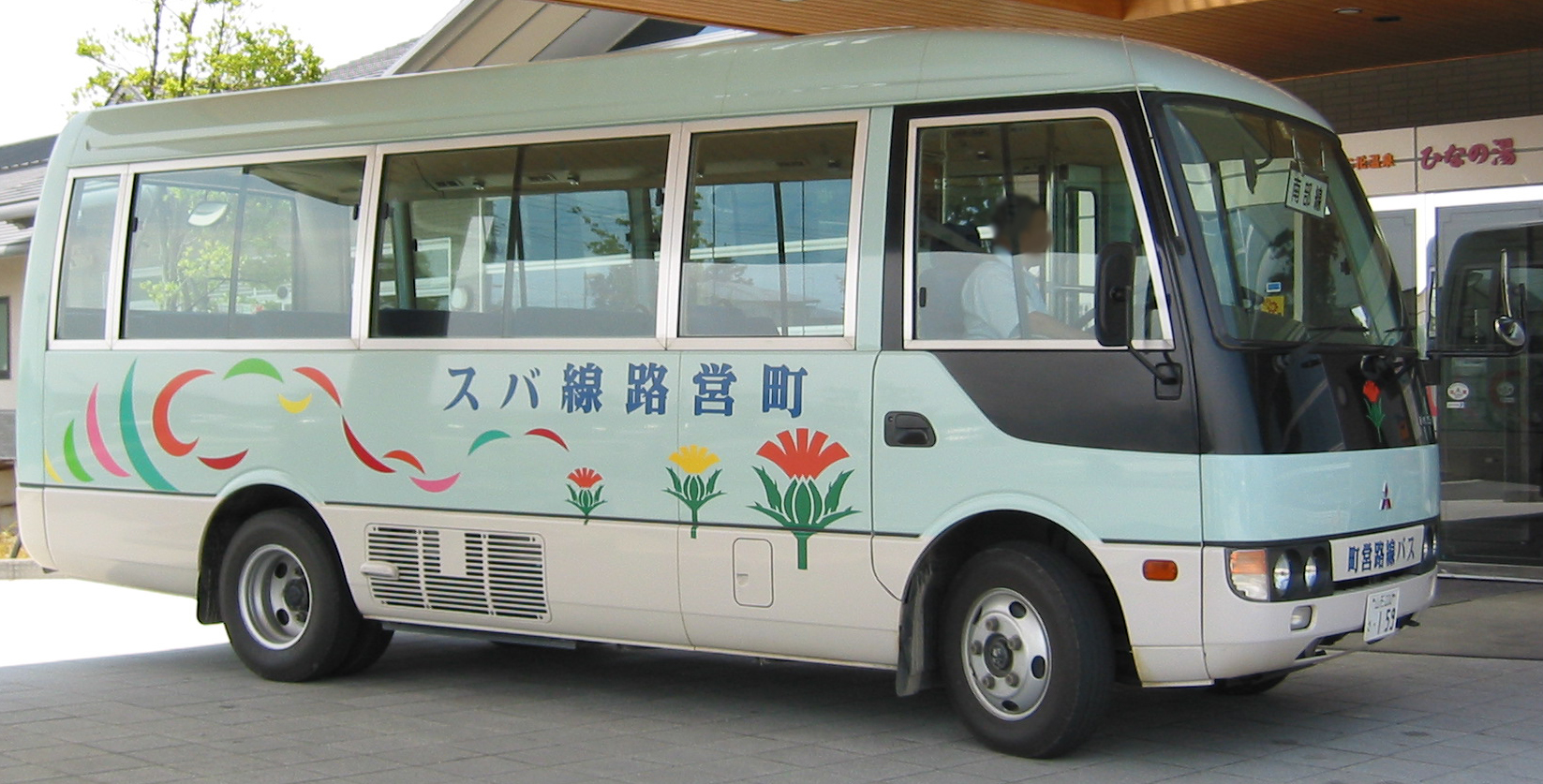
2002年当時の車両

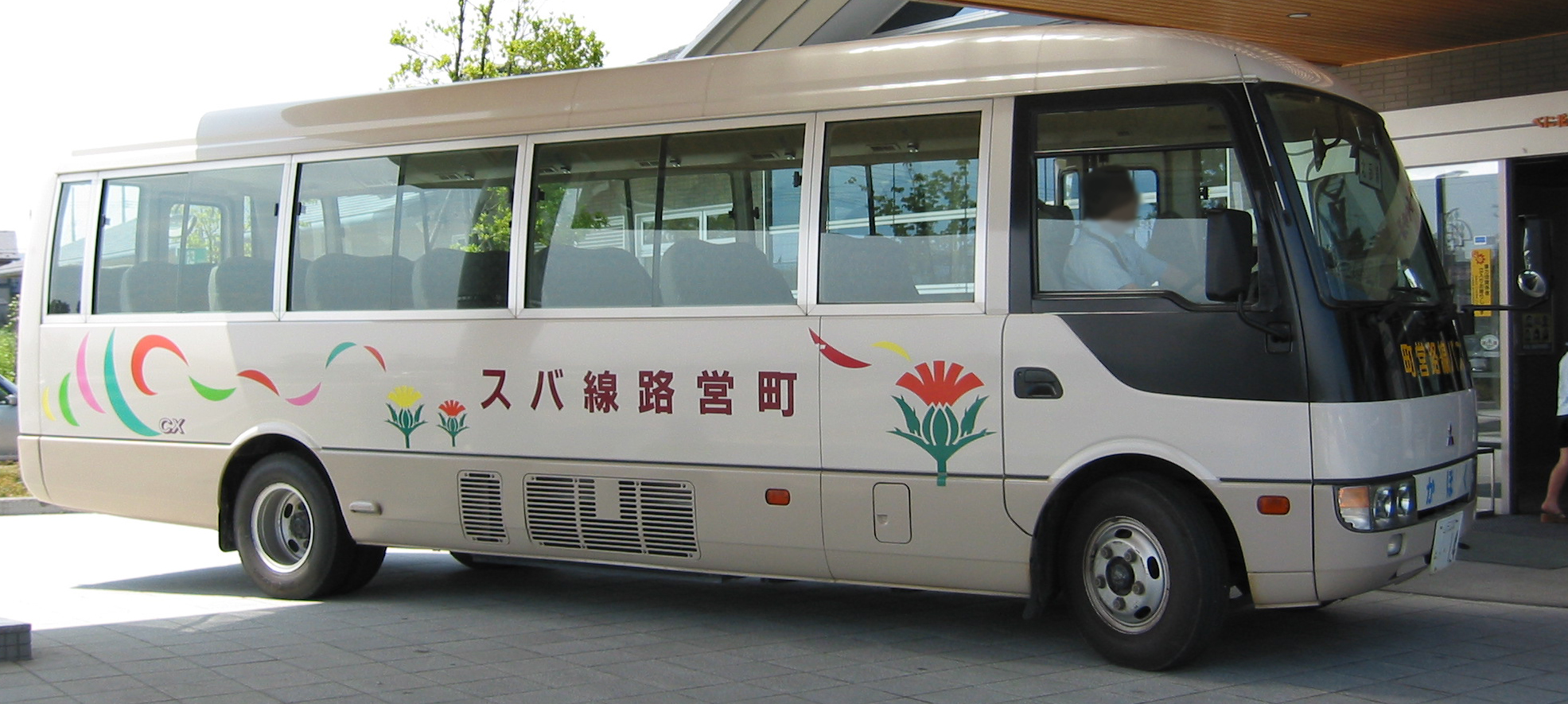
2002年当時の車両

河北町路線バス（かほくちょうろせんバス）は、山形県西村山郡河北町が運行するコミュニティバス（自治体バス）。民間の一般路線バスの廃止を受け、1999年（平成11年）9月1日に運行開始した廃止代替バスである。
運行形態は、自家用自動車（白ナンバー車）による有償運送である。

## 概要
- 料金は200円均一（高校生以下は100円）。大人同伴の幼児は1人まで無料。
  - 回数券（11枚綴りで10回分の値段）、定期券（1か月用、3か月用、6か月用）もある。
- 東根線を除き、土曜・日曜・祝祭日は運休。東根線は1/1のみ運休。

## 沿革
- 1999年（平成11年）9月1日 - 運行開始[2]。

## 路線

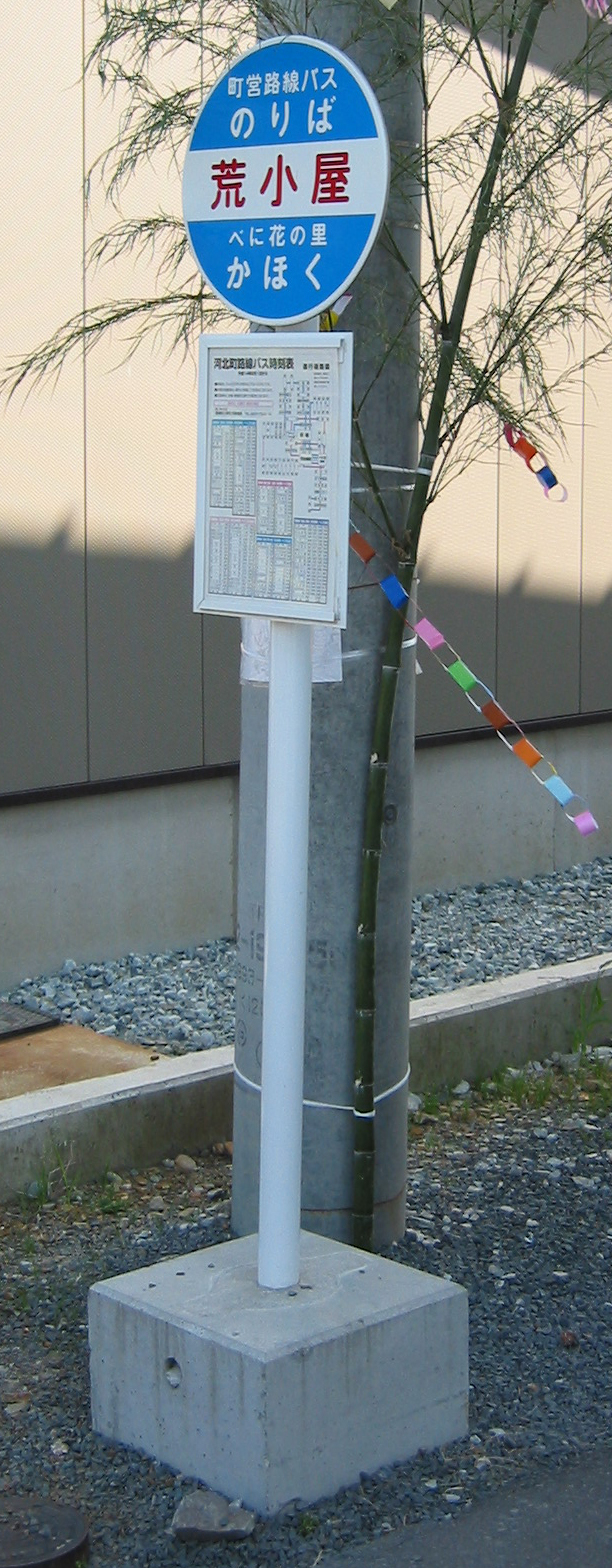
町営バスのバス停

2021年12月1日現在、以下の路線がある。 
北部線 ※東回りの経路（逆回りの「西回り」もある）
- 役場 - べに花温泉 - 役場 - ひな市通り東 - 農協北谷地支所 - 新吉田 - 岩枝 - 紅花資料館 - 給食センター - ひな市通り東 - 役場 - べに花温泉 - 役場

南部線
- 役場 - べに花温泉 - 杉の下 - 研修センター - 城址公園 - 研修センター - 杉の下 - べに花温泉 - 役場 - ひな市通り東 - 役場

西部線 ※東回りの経路（逆回りの「西回り」もある）
- 役場 - ひな市通り東 - 給食センター - 根際 - 天満 - 白山堂 - 造山 - 要害 - べに花温泉 - 役場

東部線
- 役場 - べに花温泉 - 役場 - ひな市通り東 - 押切 - 舞台 - 荒小屋

東根線
- 谷地（役場） - べに花温泉 - 山王 - 羽入 - 野田 - さくらんぼ東根駅